# 이마정
이마정(今町)은 니가타현 미나미칸바라군에 있던 정이다.

## 지리
니가타현의 거의 중앙에 위치한 에치고 평야에 위치하고 있으며, 북부에는 광활한 농지가 펼쳐져 있다. 서쪽과 남쪽에는 가리야타강이 흐른다.

## 역사
- 1889년 4월 1일 - 정촌제 시행에 의해 미나미칸바라군 이마정이 탄생하였다.
- 1925년 4월 1일 - 사카이촌의 일부를 편입하였다.
- 1956년 9월 1일 - 미쓰케시에 편입되어 소멸하였다.

## 참고문헌
- 『全國市町村便攬　六版』全國教育圖書、1949年9月5日。